# David Calder
David "Dave" Calder (født 21. marts 1978 i Victoria, Canada) er en canadisk tidligere roer.
Calder vandt sølv i toer uden styrmand ved OL 2008 i Beijing, sammen med Scott Frandsen, efter en finale hvor canadierne blev besejret af australierne Duncan Free og Drew Ginn, mens Nathan Twaddle og George Bridgewater fra New Zealand tog bronzemedaljerne. Han deltog også ved OL 2000 i Sydney (i otter), samt ved OL 2004 i Athen og OL 2012 i London, begge gange i toer uden styrmand, dog uden at vinde medalje ved nogen af disse lege.
Calder vandt, som del af den canadiske otter, VM-guld ved VM 2003 i Milano.

## OL-medaljer
- 2008:  Sølv i toer uden styrmand